# Bill Van Eerde
Willem „Bill“ Van Eerde (* 2. Mai 2002) ist ein australischer Motorradrennfahrer.

## Karriere
Van Eerde startete ab 2018 im Red Bull MotoGP Rookies Cup. Im ersten Jahr fuhr er 16 Punkte ein, mit einem neunten Platz als bestes Resultat
2019 steigerte sich der Australier deutlich. Er gewann ein Rennen und wurde Gesamtsechster. Er fuhr des Weiteren in der FIM CEV Moto3-Junioren-Weltmeisterschaft für das Asia Talent Team, blieb jedoch punktelos.

## Statistik

### In der Supersport-Weltmeisterschaft
(Stand: 3. Oktober 2021)
| Saison | Team            | Motorrad       | Rennen | Siege | Zweiter | Dritter | Poles | Schn. Runden | Punkte | Ergebnis |
| ------ | --------------- | -------------- | ------ | ----- | ------- | ------- | ----- | ------------ | ------ | -------- |
| 2021   | IXS–YART Yamaha | Yamaha YZF-R 6 | 4      | –     | –       | –       | –     | –            | –      | 60.      |
| Gesamt | Gesamt          | Gesamt         | 4      | 0     | 0       | 0       | 0     | 0            | 0      |          |